# 松平泰親
松平 泰親（まつだいら やすちか）は、室町時代初期（14世紀後半から15世紀初め頃）の三河国の松平氏の第2代当主とされる人物。

## 生涯

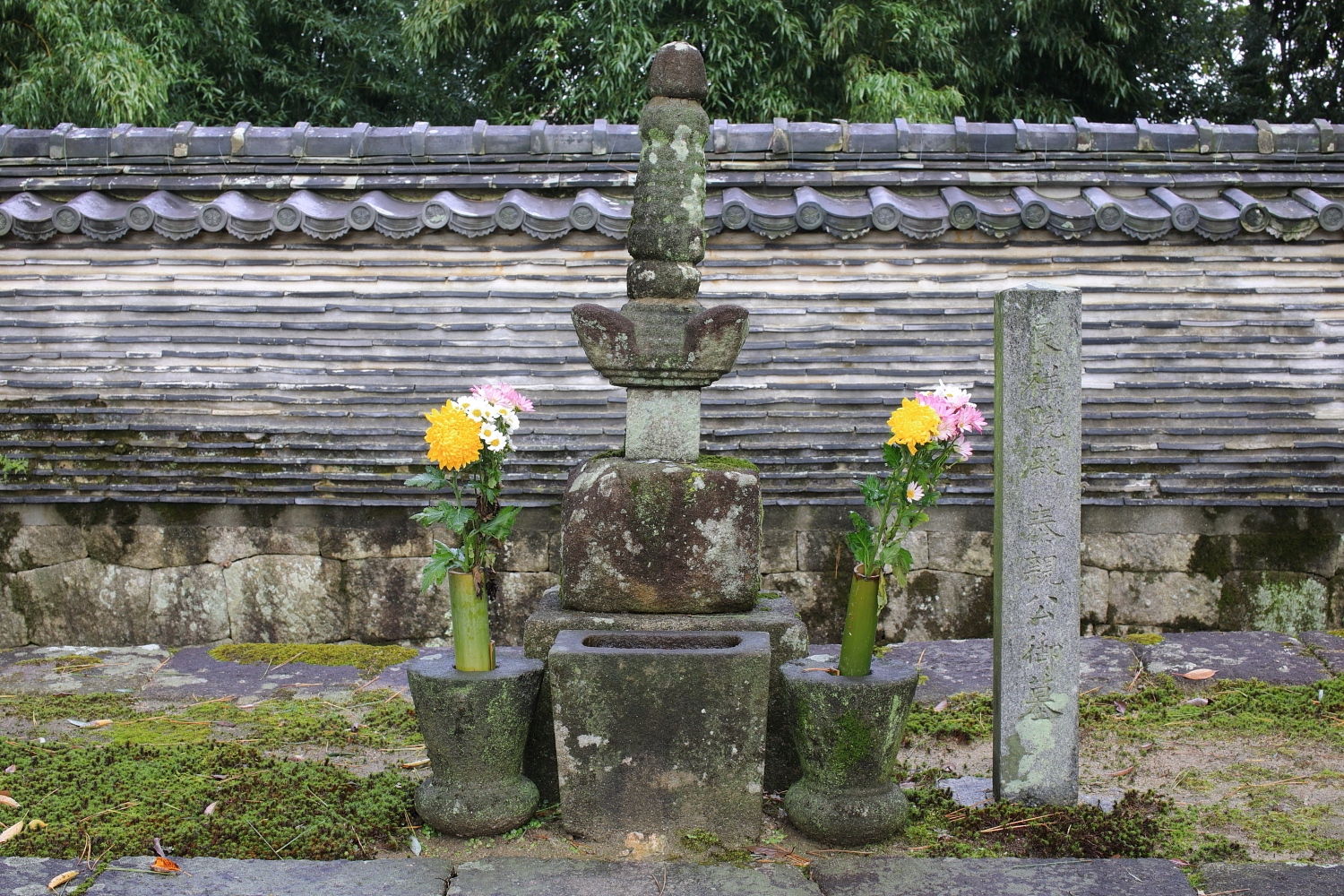
愛知県岡崎市鴨田町の大樹寺内にある松平八代墓の松平泰親の墓
（2019年11月）

松平親氏が松平郷（愛知県豊田市松平町）に郷敷城を築き、近隣の諸領主の平定に乗り出すと、泰親は親氏を助けて活躍した。
親氏の死後、家督を継承して松平氏を近隣十数か村を領有する有力国人領主に成長させた。松平氏が額田郡岩津（現在の岡崎市北部地域岩津町。松平郷からは低い山を越えた南）を占領して岩津城を築き、西三河の平野部に初めて進出したのは泰親（または信光）の時代とされる。

## 以降の松平氏
泰親の後を継いだ信光（実際は親氏の子とされる）が岩津松平家を継承し、岩津に居城を移して本格的に西三河平野部を平定していった。一方、松平郷は信光の兄・太郎左衛門信広（これも親氏の子とされる）が継承し、松平郷松平家の祖となった。

## 異論・諸説
上述したような泰親の事歴については後世の徳川氏・松平氏の主張によるものに過ぎず、伝説の域を出るものではない。松平氏創業の二代、親氏と泰親は同時代の史料にその名を見出すことが出来ず、実在を疑われてもいる。

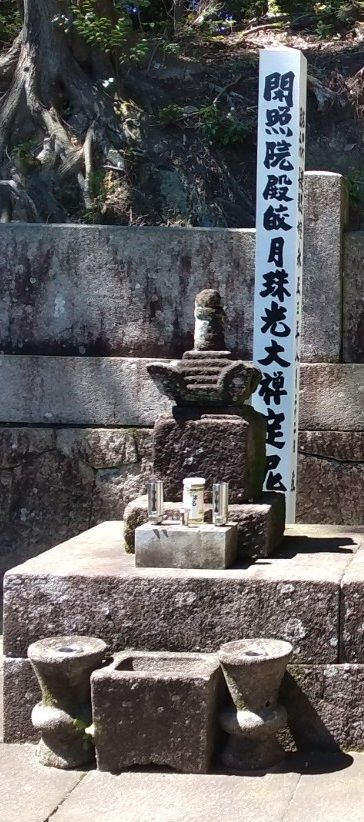
松平泰親の墓(豊田市高月院)
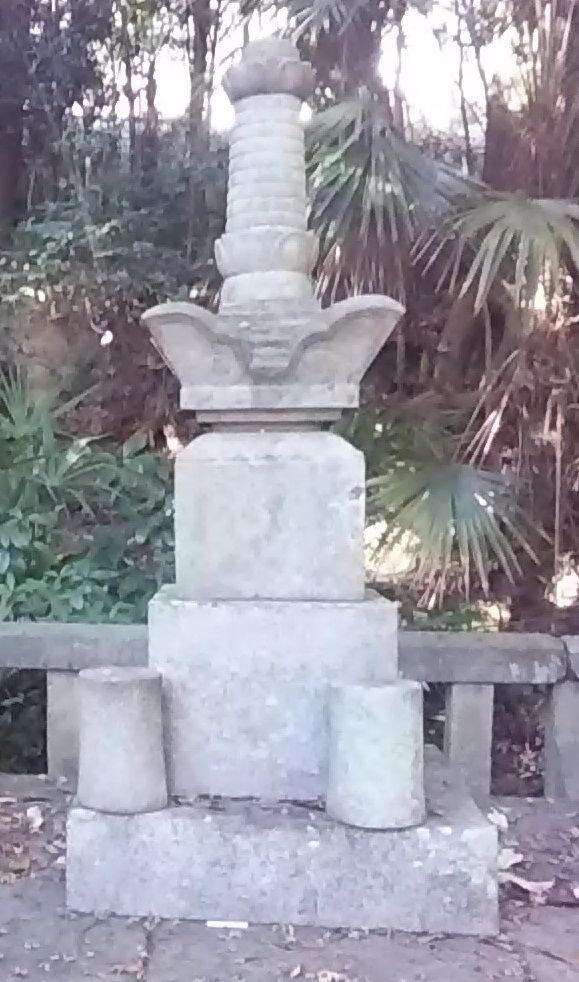
松平泰親の墓(岡崎市信光明寺)